# 吴恩裕
吴恩裕（1909年12月10日—1979年12月12日），辽宁沈阳人。满族。筆名負生。1933年毕业于清华大学哲学系，毕业后任北平《晨报》的文学、哲学副刊《思辨》主编和《文哲月刊》主编。1936年公费留学英国，入伦敦政治经济学院师从著名政治学家哈罗德·拉斯基教授研究政治思想史，于1939年获博士学位。1939年至1946年任重庆中央大学政治学系教授，1946年至1952年任北京大学政治学系教授。1952年后任北京政法学院教授，1978年调中国社会科学院任研究员。著名红学家。于曹雪芹生平及《红楼梦》版本研究有很大贡献。

## 著作
- 曹雪芹的故事